# Лукичёв, Сергей Валерьевич
Сергей Валерьевич Лукичёв (род. 6 января 1960) — советский и российский хоккеист, защитник.

## Биография
Воспитанник ярославского «Торпедо». За «Торпедо» выступал в течение 11 сезонов (1977/78, 1980/81 — 1990/91). Играл также за СКА МВО Москва (1979/80), ШВСМ/«Яринтерком» (1991/92, 1992/93), «Ференцварош» (Венгрия, 1991/92), «Торпедо-2» Ярославль (1993/94 — 1994/95), «Молот» Пермь (1995/96).
Участник матча сборной команды СКА (Ленинград) и «Торпедо» против «Монреаль Канадиенс» (3:5, 1990).
Сын Антон (род. 2000) также хоккеист.